# Schizolecis guentheri
Schizolecis guentheri — єдиний вид роду Шизолекіс (Schizolecis) з триби Otothyrini підродини Hypoptopomatinae родини Лорікарієві ряду сомоподібні. Наукова назва роду походить від грецьких слів schizein, тобто «поділити», та lekis — «пластинка».

## Опис
Загальна довжина сягає 4 см. Спостерігається статевий диморфізм: самці більші за самиць. Голова порівняно велика, дещо сплощена зверху. Рот великий, округлий, нагадує присоску. Очі маленькі. Тулуб стрункий, подовжений, вкрито маленькими кістковими пластинами. Спинний плавець невеличкий, нахилений назад, з 1 жорстким променем. Грудні плавці витягнуті, помірно широкі, промені дещо розгалужені. Черевні плавці маленькі. Жировий плавець відсутній. Хвостовий плавець витягнутий, цільний.
Забарвлення спини та боків темно-коричневе з поодинокими білими плямочками, черева — біле або кремове. Зустрічаються особини-альбіноси (фактично блідо-жовті з червоними очима), що є результатом генетичної випадкового зміни під вплив навколишнього середовища (потрапляння у воду продуктів отруйного виробництва).

## Спосіб життя
Це демерсальна риба. Зустрічається в дрібних (глибина не більше 30 см), заболочених лісових струмках і прибережних річках з кам'янисто-піщаним дном. Тримається річок з повільною течією. Здатен утворювати великі групи. Живиться діатомовими і зеленими водоростями, зіскрібаючи їх тільки з валунів. Крім водоростей, їсть личинок хірономід і мошок, яких підіймає головою разом з осадом. Пошук їжі триває цілодобово.

## Розповсюдження
Мешкає у водоймах на південному сході Бразилії.